# Nierembergia calycina
Nierembergia calycina ist eine Pflanzenart aus der Gattung der Weißbecher (Nierembergia) in der Familie der Nachtschattengewächse (Solanaceae).

## Beschreibung
Nierembergia calycina ist eine niederliegende Pflanze mit aufsteigenden Zweigen, die eine Höhe von 30 cm erreichen. Die Laubblätter sind breit eiförmig bis fast kreisförmig, nach vorn sind sie spitz. Sie werden 13 bis 28 (selten nur 10) mm lang und 6 bis 19 (selten nur 3) mm breit. Die kurzen Blattstiele werden 2 bis 3 mm lang.
Die Blüten stehen an 2 bis 2,3 mm langen Blütenstielen. Der Kelch ist 10 bis 14 mm lang und mit eiförmigen Lappen mit 3 bis 6 mm Länge und 4 bis 4,5 mm Breite besetzt. Die Krone besitzt einen 19 bis 28 mm im durchmessenden Kronsaum, die Kronröhre ist 35 bis 70 mm lang. Es gibt drei kurze und zwei lange Staubblätter mit großen Staubbeuteln. Die Narbe wird halbmondförmig von den größeren Staubblättern bis kurz unterhalb der Staubbeutel umschlossen.
Die Chromosomenzahl beträgt 2n = 16.

## Vorkommen
Die Art kommt im Grasland Argentiniens und Uruguays vor.

## Systematik und botanische Geschichte
Die Art wurde 1834 durch William Jackson Hooker erstbeschrieben.